# Middleware
Il middleware è un software che funge da strato intermedio tra le applicazioni e le componenti sottostanti, come ad esempio sistemi operativi, database o hardware, facilitando la comunicazione, l'integrazione e la gestione delle risorse nei sistemi distribuiti. Il suo ruolo primario è quello di nascondere la complessità dell'infrastruttura sottostante, garantendo interoperabilità, scalabilità e sicurezza.

## Storia
Il middleware ha iniziato a guadagnare popolarità durante gli anni Ottanta del XX secolo, come soluzione al problema di connettere le nuove applicazioni ai vecchi sistemi preesistenti (sistemi legacy), sebbene il termine sia stato usato fin dal 1968. Il middleware inoltre ha facilitato il calcolo distribuito, cioè la connessione di molteplici applicazioni per formare un'applicazione più grande, solitamente in una rete.

## Definizione
Una definizione tecnica, reperibile sul sito dell'Università degli Studi di Roma "La Sapienza", è testualmente:
 ovvero trattasi di comunicazione tra processi (IPC).
Letteralmente "software di mezzo", il middleware trova applicazione nelle architetture a tre strati, o architettura three-tier, cioè:
Proseguendo nell'analisi del suo utilizzo, il middleware, secondo lo schema dato dall'Università di Roma, risulta composto da:
- ambiente di sviluppo applicativo (elaborato da uno sviluppatore software);
- servizi di configurazione ed amministrazione del sistema;
- servizi di astrazione e cooperazione, che possono essere intesi come il cuore del software e che si dividono in 3 applicazioni primarie:
  - directory service;
  - security service;
  - time service;
- servizi di comunicazione: esso è inserito tra le applicazioni distribuite (suo strato sovrastante) e l'infrastruttura di comunicazione (suo strato sottostante).

## Caratteristiche ed utilizzo
Il termine identifica una serie di strumenti come DBMS, web server, application server, sistemi di gestione dei contenuti ed altri strumenti basati sul concetto di sviluppo e pubblicazione di applicazioni e contenuti, con gli sviluppi attuali che si dirigono verso XML, SOAP, servizi web e architetture orientate al servizio. Spesso sono utilizzati come supporto per sistemi distribuiti complessi con architetture multitier, l'integrazione dei processi e dei servizi, residenti su sistemi con tecnologie e architetture diverse, è un'altra funzione delle applicazioni middleware.
Alcuni middleware contengono il codice sorgente completo, altri rilasciano una semplice interfaccia API per una libreria binaria precompilata. Alcuni di questi possono essere licenziati in maniera differente, solitamente per garantirsi un incasso maggiore nella vendita del relativo codice. Un esempio tipico di utilizzo del middleware è il "gestore delle transazioni", ovvero un componente che è interposto tra l'utente e il "gestore del database", o l'applicazione in generale, o il sistema client/server; in queste situazioni, il middleware accelera il completamento delle richieste dell'utilizzatore, raggruppandole, riducendo il numero delle richieste di collegamento al database, e rendendo ogni collegamento il più efficiente possibile. Esempi di questo tipo di programmi sono CICS, IBM WebSphere MQ, Tibco, Tivoli, TradeXpress di Generix Group, Tuxedo e Apache Tomcat.
L'utilizzo di uno strato software aggiuntivo, il middleware appunto, può consentire un più elevato livello di servizio per gli utenti, ed un più elevato livello di astrazione per i programmatori. Può inoltre facilitare la manutenzione, la stesura e l'integrazione di applicazioni. Tale ruolo è, per certi versi, un'evoluzione del ruolo del middleware, che in partenza era limitato a ricercare l'efficienza nel sistema.
Lo sviluppo delle tecnologie internet ha portato molti degli originali produttori a rivedere la loro offerta per migliorare l'integrazione con il nuovo strumento, ma ha portato anche alla nascita di nuovi attori nel mercato come Mercator, Vitria, e Webmethods. Alcuni consorzi come la "Apache Software Foundation" e la "ObjectWeb consortium" hanno tra i loro compiti, il facilitare lo sviluppo di piattaforme middleware open source.

## Esempi
Alcune aziende si sono specializzate nello sviluppo di "middleware", software in grado di mettere in comunicazione i differenti strati architetturali e facilitare il compito di chi ha il ruolo di progettare i singoli componenti (ad esempio una pagina web). Alcuni di questi middleware funzionano come dei veri e propri BUS, offrendo funzionalità di intermediazione e orchestrazione in maniera semplificata (ad es. tramite drag & drop dei componenti).
Un altro impiego è quello di interporsi, come componente di aggregazione e comunicazione, tra sistemi informatici (HW e/o SW specie sistemi operativi) operanti con tecnologie (piattaforme o architetture) diverse (es. sistemi Microsoft, Apple, IBM e Linux che devono interagire tra loro oppure essere consolidati).
Tra i prodotti presenti sul mercato possiamo citare Oracle Service Bus (OSB) di Oracle Corporation, Tibco Enterprise Service Bus della Tibco Software e Mule Enterprise Service Bus di MuleSoft, che in base a Gartner Magic Quadrant rappresentano i principali player. Anche IBM ha in catalogo diversi prodotti middleware tra cui WebSphere è uno dei più utilizzati.